# Машини острова
«Машини острова» (фр. Les Machines de l'île) — художній, культурний та туристичний проект, колекція величезних механічних скульптур в місті Нант, Франція, створений Франсуа Деларозьєром та П'єром Орефісом фр. Pierre Orefice. Атракціон було споруджено на місті демонтованих складів на верфі. Рішення про будівництво було прийнято адміністрацією Нанта 2004 року, а урочисте відкриття відбулося 2007 року. За машини відповідальне товариство Le Voyage à Nantes.
Зовнішній вигляд скульптур інспірований пристроями, вигаданими Жюлем Верном, механізмами Леонардо да Вінчі та промисловою історією міста. На Міжнародній туристичній виставці 2007 року «Машини острова» отримали спеціальний приз журі за заохочення та розвиток туризму.

## Концепція
У рамках модернізації острова Нант адміністрація Нанта отримала пропозицію про створення машин від Деларозьєра, який працював у театрі механічних маріонеток Royal de luxe і є артдиректором асоціації La Machine, і Орефіс. На острові є Великий слон фр. le Grand Éléphant, Дерево чапель фр. Arbre aux Hérons, Карусель морських світів фр. le Carrousel des Mondes Marins, дві каруселі " Манежі Андреа".

## Створення
Машини були побудовані в приміщеннях компанії Alstom та розміщені на нефах Chantiers Dubigeon. Майстерня мала площу 3000 м². В роботі брали участь інженери, техніки, бляхарі, зварювальники, скульптори та столяри, які жили поруч з нею. З двох терас на 7,5-метровій висоті місцеві жителі могли спостерігати за процесом будівництва.

## Відвідуваність
Галерея була відкрита 30 червня 2007 року, вона може приймати до 2200 відвідувачів на день. У перший місяць роботи машини відвідало 51 500 осіб, в перший триместр — 138 500 осіб, 288 000 за перший рік. Відвідуваність у 2008 році була на 35% нижче, ніж 2007 року, але у 2009 році кількість відвідувачів збільшилася до 261 450 осіб.

### Слон

Слон

Величезний 12-метровий слон, розрахований на 52 пасажирів, які бажають оглянути панораму міста, торгову площу і поселення Трантемуль. Завдяки особливостям конструкції можна роздивитися рухомий механізм. Пасажири потрапляють всередину слона з помосту.
Спочатку закладалася вантажопідйомність на 35 пасажирів та їхнє переміщення протягом півгодини, до моменту запуску можливу кількість людей було збільшено спочатку до 50, а ще через рік — до 52. Слон переміщається зі швидкістю 1 — 3 км/год. Великий слон має металевий скелет з 60 гідравлічними та пневматичними циліндрами. У гідросистемі слона циркулює 2000 літрів машинної оливи. Привід — мотор в 450 кінських сил.

### Карусель «Морські світи»

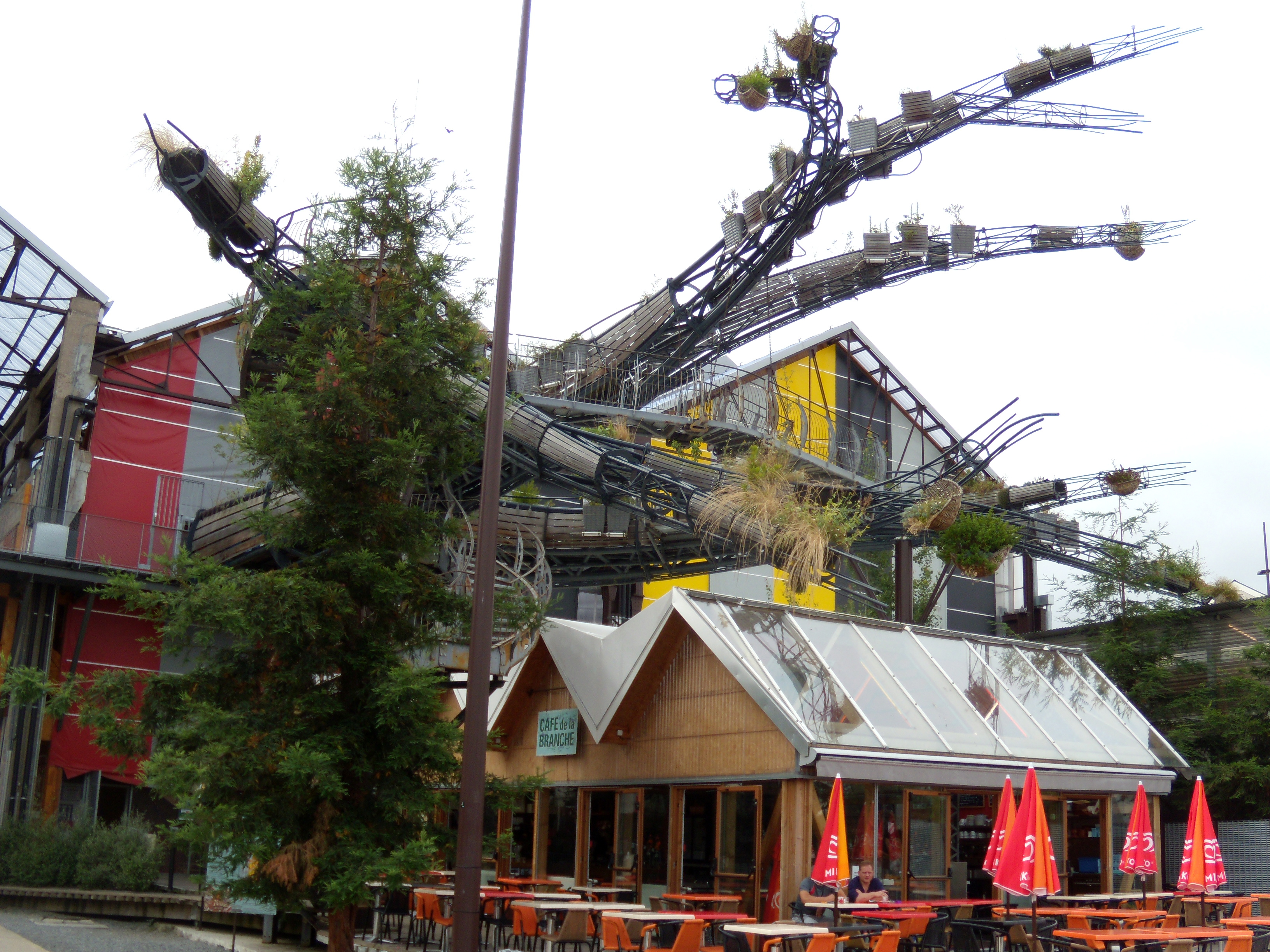
Дерево чапель

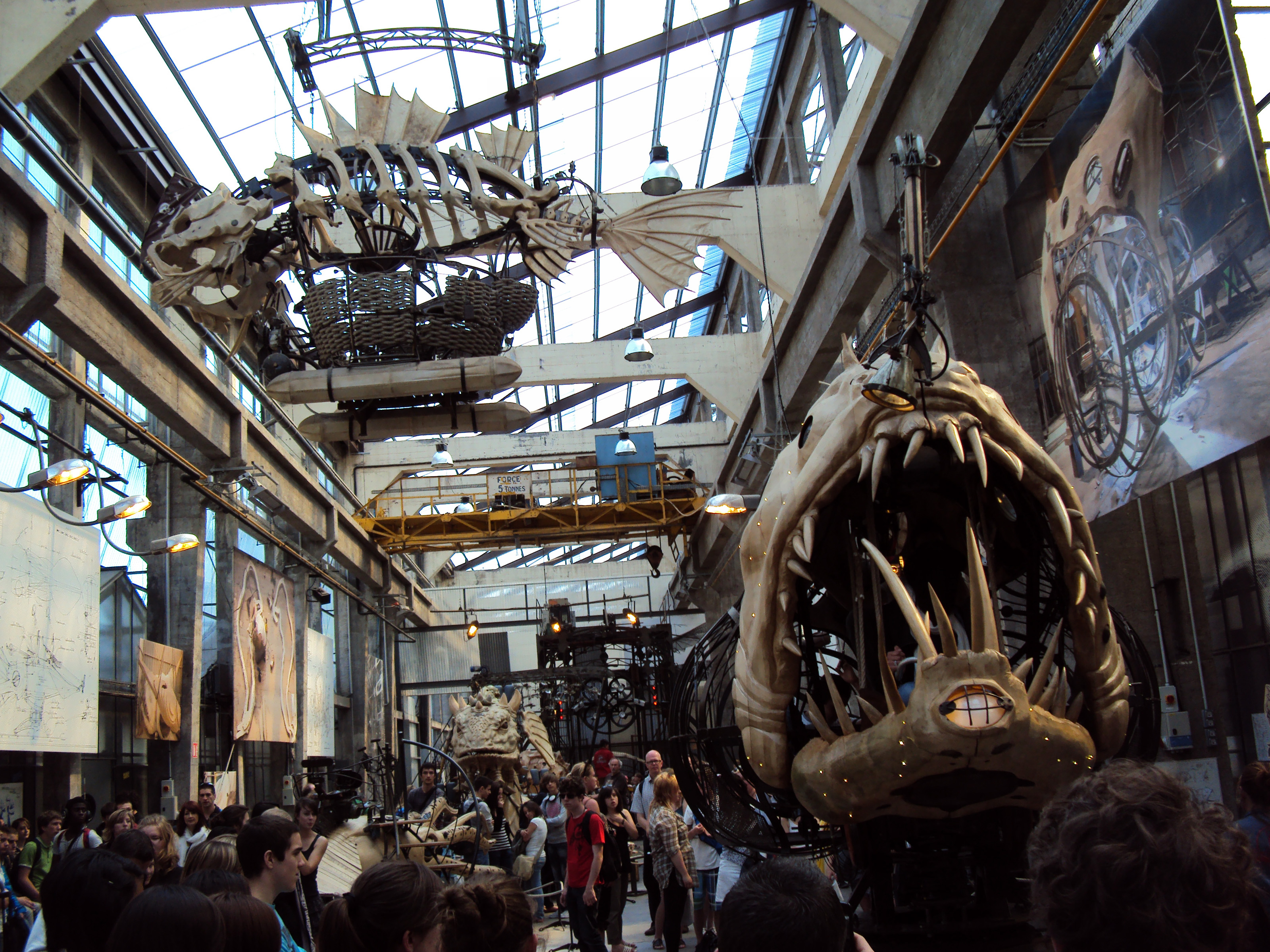
Галерея машин

Карусель має 25 метрів у висоту. На ній змонтовано 35 скульптур, що зображують морських тварин з дна, середньої товщі води й поверхні, а також човни. Карусель розташована на березі Луари, на ній одночасно можуть перебувати 300 відвідувачів, з яких 85 — на механічних пристроях. Елементи каруселі знаходяться також в Галереї машин і в Майстерні. Карусель була введена в роботу 15 липня 2012.

### Дерево чапель
Головний проект «Машин», «Дерево чапель» — сталеве дерево 47 метрів в діаметрі і 50 метрів у висоту, на якій сидять дві чаплі. Відвідувачі можуть ходити по гілках уздовж розбитих по дорозі невеликих садів та сидіти в затінку крил птахів. Відкриття для публіки планується 2017 року.

## Галерея машин
Весь процес створення машин можна спостерігати в Галереї. Відвідувачі можуть за запрошенням машиністів керувати механізованими тваринами, які перебували на каруселі «Морські світи» до 2012 року.
Серед експонатів Галереї — Світильник Великого ліхтаря, Реактивний кальмар, Гігантський краб, Човен під час шторму та ін. Під час екскурсії машини починають рухатися, ілюструючи історію свого створення мініспектакль на 2 — 10 хвилин.
Галерея постійно поповнюється експонатами. Перед входом розташовується восьмиметровий Морський змій, найбільша машина з Каруселі. На Змії можуть кататися дев'ять осіб.